# Domingo Viladomat Pancorbo
Domingo Viladomat Pancorbo (Madrid, 1913 - Polop, Marina Baixa, 13 de setembre de 1994) va ser un pintor, escenògraf, il·lustrador i director, guionista i productor de documentals i llargmetratges.

## Biografia
Un dels seus ascendents va ser Antoni Viladomat i Manalt (1678-1755), gran pintor català del barroc, considerat "el Velázquez de Catalunya". Inspirat per aquest exemple va estudiar a la Reial Acadèmia de Belles Arts de Sant Ferran i va anar després pensionat a l'Escuela de Paisajistas del Paular.
No obstant això, les seves inquietuds li van fer explorar altres territoris com l'escenografia, la il·lustració i la direcció de cinema. Va exposar a Espanya i l'estranger, en institucions públiques i privades, i va obtenir sempre un gran èxit no sols de públic, sinó també entre la crítica especialitzada. Va crear la primera revista d'art en color, Arte y Hogar. Va rebre diversos premis, per exemple, el primer premi de pintura decorativa de la Reial Acadèmia de Belles arts de Sant Ferran.
Se li deuen uns cent cinquanta olis, que mai datava. La seva pintura és fonamentalment realista, però amb to poètic, místic; extreu el simbolisme de la naturalesa i els personatges per a plasmar-lo en el llenç; Mabel Amado parla fins i tot de realisme màgic; usa colors brillants i la llum domina totes les seves composicions. Va pintar paisatges de la costa mediterrània i també van ser cèlebres les seves natures mortes amb els productes frescos de les seves hortes. Va pintar catedrals submergides, vistes urbanes, oliveres... Dos de les seves obres més emblemàtiques són el retrat oficial de Joan Carles I i el Crist dels Cards que va presidir les noces del Príncep d'Astúries a la catedral de l'Almudena de Madrid.
Com a director de cinema va debutar amb el documental Hombres ibéricos (1946). Després filmà Dos mujeres en la niebla (1947), Gayarre (1959), protagonitzada pel tenor Alfredo Kraus, Fiesta Brava ("Toro bravo") (1960) codirigida per Vittorio Cottafavi i Perro golfo (1963). Un cas especial va ser Cerca del cielo (1951), encarregada per Acció Catòlica i codirigida amb Mariano Pombo. Està ambientada durant la Guerra civil espanyola (1936-1939) i narra el procés i l'execució el 7 de febrer de 1939 del bisbe de la diòcesi de Terol Anselmo Polanco Fontecha, proclamat màrtir i beat per Joan Pau II el 1995, un dels tretze bisbes que van ser perseguits i assassinats en la zona republicana.
Es va casar amb Alicia Martínez Valderrama, filla de Pilar de Valderrama, la "Guiomar" dels versos d'Antonio Machado, i de Rafael Martínez Romarate. L'artista Victorio Macho estava casat amb María Soledad Martínez Romarate, una germana de Rafael.
La sogra de Domingo, Pilar de Valderrama, ho va introduir en la poesia de Machado i el món teatral, per al qual va realitzar nombroses escenografies. Va intervenir així en la creació del primer teatre de cambra, el Teatro Fantasio en la seva pròpia casa del Passeig de Rosales de 1929 a 1930. Va ser un amic personal de l'escriptor i premi Nobel de literatura Camilo José Cela. Les seves xacres de salut ho van obligar a deixar el cinema i a bolcar-se definitivament en la pintura. Va adquirir una casa a Polop i allí va instal·lar el seu nou estudi. Hi va morir el 13 de setembre de 1994.

## Filmografia
- Director de segona unitat, no acreditat, de El destino se disculpa (1945), dirigida per José Luis Sáenz de Heredia, adaptació del relat "El fantasma" de Wenceslao Fernández Flórez.
- Hombres ibéricos (1946), curtmetratge documental.
- Baile y romances de España (1947), curtmetratge documental
- Dos mujeres en la niebla (1947)
- Codirigida amb Mariano Pombo, Cerca del cielo (1951)
- Hermano menor (1953)
- Astas y garrochas (1955), curtmetratge documental.
- Llegaron siete muchachas (1957)
- Gayarre (1959), biopic.
- Codirigida amb Vittorio Cottafavi, Toro bravo (1960)
- Codirigida amb Justo de la Cueva, Olimpíada (1961), migmetratge documental sobre l' Olimpíada del trabajo de la Obra Sindical celebrada el 1961.
- Perro golfo (1963), comèdia.